# Mi corazón es tuyo
Mi corazón es tuyo (pol. Moje serce należy do Ciebie/dosł. Moje serce jest twoje) – meksykańska telenowela Televisy z 2014 roku, której producentem jest Juan Osorio. Jest to nowa wersja hiszpańskiego serialu Ana y los siete. W rolach głównych występują: Silvia Navarro i Jorge Sailnas. Produkcja jest emitowana w Meksyku na kanale XEW-TV (El Canal de las Estrellas) o godzinie 20:00.
Historia opowiada o perypetiach pewnego biznesmena (Jorge Salinas), jego dzieci (przez producentów nazwanych „La Tropa Lascurain”) i ich nietuzinkowej niani (Silvia Navarro).

## Fabuła
Ana Leal (Silvia Navarro) jest młodą, pracowitą kobietą, pełną marzeń. Jest szczęśliwa, ponieważ w jej życiu wszystko układa się pomyślnie. U jej boku stoi Johnny (Adrian Uribe) – mężczyzna, którego kocha; ma wspaniałą przyjaciółkę - Jennifer (Fabiola Campomanes), którą traktuje jak siostrę, udało jej się kupić własny dom, ma pracę, którą lubi. Jednak los sprawia, że w ciągu jednego dnia jej świat się sypie - dom płonie w pożarze, spóźnia się do pracy, przez co prawie ją traci, a Johnny okazuje się być oszustem, który ją zdradza.
W tym samym czasie w zupełnie innej części miasta kłopoty dosięgają Fernanda Lascuraina, który samotnie wychowuje siódemkę dzieci - najstarszą Estefanię „Fanny” (Paulina Goto), Fernanda „Nando” (Polo Morin), Alicię (Isidora Vives), Sebastiana (Emilio Osorio), bliźnięta Alexa i Guille (Manuel Alanis i Pablo Alanis) i najmłodszą Luz (Isabella Tena), która po śmierci matki (Karla Gómez) przestała mówić. Nieznośne rodzeństwo skutecznie wyrzuca z domu każdą nianię.
Wtedy to do domu Lascurainów trafia poszukująca pracy Ana, która powoli i drobnymi kroczkami zjednywać sobie będzie rodzeństwo i na nowo odbudowywać rodzinę pomagając im w rozwiązywaniu problemów. Zauroczenie nową pracownicą dopadnie też Fernanda, który po śmierci żony jest samotny i oddany pracy. Zakochanym na drodze stanie jednak Isabela - kobieta piękna, inteligentna, dystyngowana, która zawróci w głowie Lascurainowi i wraz z matką (Carmen Salinas) knuć będzie przeciwko niani.
W serialu rozgrywa się też wiele innych wątków. W rezydencji prócz rodziny biznesmena mieszka również zakochana w majordomusie (Rene Casados) pomoc domowa (Beatriz Moroya), Fanny zakochuje się w Leonie (Juan Pablo Gil), a Jennifer i ojciec Fernanda - don Nicholas pokażą, że miłość nie zna wieku.

## Obsada
- Silvia Navarro jako Ana Leal[4]
- Jorge Salinas jako Fernando Lascuráin Borbolla[5]
- Mayrín Villanueva jako Isabela Vázquez De Castro[6]
- Adrián Uribe jako Juan „Johnny” Gutiérrez
- Carmen Salinas jako Yolanda De Castro Vda. de Vázquez
- Paulina Goto jako Estefanía „Fanny” Lascuráin Diez
- Pablo Montero jako Diego Lascuráin Borbolla
- Rafael Inclán jako Don Nicolás Lascuráin
- Lisardo jako Enrique
- Polo Morín jako Fernando „Nando” Lascuráin Diez
- Karla Gómez jako Estefanía Diez de Lascuráin
- Emilio Osorio jako Sebastián Lascuráin Diez
- Fabiola Campomanes jako Jennifer Rodríguez
- Juan Pablo Gil jako León[7][8]
- René Casados jako Bruno
- Beatriz Morayra jako Manuela
- Raúl Buenfil jako Don Doroteo
- Isidora Vives jako Alicia Lascuráin Diez
- Pablo Alanís jako Guillermo „Guille” Lascuráin Diez
- Manuel Alanís jako Alejandro „Alex” Lascuráin Diez
- Isabella Tena jako Luz Lascuráin Diez